# باولو أورلاندو
باولو أورلاندو (بالبرتغالية: Paulo Orlando‏) هو لاعب كرة قاعدة برازيلي، ولد في 1 نوفمبر 1985 في ساو باولو في البرازيل.

## وصلات خارجية
- باولو أورلاندو على موقع الاتحاد الدولي لألعاب القوى (الإنجليزية)
- باولو أورلاندو على موقع دوري كرة القاعدة الرئيسي (الإنجليزية)
- باولو أورلاندو على موقعبيزبول رفرنس.كوم (الدوري الرئيسي) (الإنجليزية)
- باولو أورلاندو على موقعبيزبول رفرنس.كوم (الدوري الثانوي) (الإنجليزية)
- باولو أورلاندو على موقع إي إس بي إن.كوم (أم.أل.بي) (الإنجليزية)
- باولو أورلاندو على موقع مشجعي الرسوم البيانية (الإنجليزية)